# Antoni Gintowt Dziewiałtowski
Antoni Gintowt Dziewiałtowski herbu Trąby – stolnik bełski w latach 1768–1775, stolnik buski w latach 1767–1768, stolnik lubaczowski w 1767 roku, podczaszy horodelski w latach 1765–1767, miecznik bełski w latach 1743–1765, marszałek sejmiku deputackiego województwa bełskiego w 1748 roku.
Poseł na sejm 1754 roku z województwa bełskiego.